# Vincentia interrupta
Vincentia interrupta är en insektsart som beskrevs av Philip Reese Uhler 1895. Vincentia interrupta ingår i släktet Vincentia och familjen kilstritar. Inga underarter finns listade i Catalogue of Life.